# Iso Kangaslampi
Iso Kangaslampi eller Kangaslampi är en sjö i Finland. Den ligger i kommunen Kuhmo i landskapet Kajanaland, i den östra delen av landet, 500 km nordost om huvudstaden Helsingfors. Iso Kangaslampi ligger 230 meter över havet. Arean är 7,5 hektar och strandlinjen är 1,4 kilometer lång. Sjön  ingår i Kems huvudavrinningsområde. 